# Nino Maioli
Nino Maioli (Ravenna, 14 agosto 1907 – Ravenna, 21 marzo 1985) è stato un compositore, pianista e direttore d'orchestra italiano.

## Formazione e produzione orchestrale
Nato a Ravenna il 14 agosto 1907, si laurea in giurisprudenza il 27 novembre 1931 e contemporaneamente segue gli studi musicali, in particolare di Composizione con Francesco Balilla Pratella. Il percorso viene completato a pieni voti presso il Conservatorio “G.B. Martini” di Bologna il 15 luglio 1935.
Nel 1937 frequenta il corso di perfezionamento di Composizione presso l’Accademia musicale chigiana sotto la guida di Alfredo Casella (in quella sede viene eseguito un suo Quartetto in la con primo violino Ferruccio Scaglia). Sempre all’Accademia, nel 1942, segue i corsi di Direzione d’orchestra e Regia.
Gli anni di formazione sono decisivi per l’attività compositiva. Vedono la luce in questo periodo opere sinfoniche e per ensemble da camera, come Il Tempio sotto le stelle, Serenata, Crepuscolo d’autunno, Pastorale, A una miniatura antica.
“L’impressione sinfonica Crepuscolo d’autunno ci dona con delicatezza di tinte una serie di immagini sonore improntate alla pura ricerca del colore strumentale. Il disegno solistico che vive delle trascolorazioni tra uno strumento e l’altro, anche se ambientati in un contesto orchestrale, è il tratto saliente di questo raffinato lavoro. Alla ricerca puramente timbrica non rinuncia un altro lavoro, Pastorale per orchestra da camera. La brevità dell’arcata formale che accomuna queste due opere rappresenta una testimonianza di come le nuove poetiche della seconda Scuola di Vienna evidentemente fossero conosciute anche in Italia, e dunque come la ricerca timbrica-formale di Anton Webern avesse affascinato anche i nostri autori. Certamente il lirismo che contraddistingue gran parte delle tematiche di Nino Maioli ci ricorda che le influenze viennesi sul suo lavoro sono state molto filtrate, e come si ha occasione di constatare leggendone la produzione, qualsiasi scelta è ambientata in una prospettiva poetica dalla quale l’originalità del pensiero compositivo traspare costantemente, ma è di notevole importanza storica la consapevolezza che i sentieri comunicativi di mondi poetici così distanti hanno avuto modo di incrociarsi e di creare feconde fusioni intellettuali.” (Cristina Landuzzi)
A fronte della ragguardevole produzione non mancano i consensi: “Nomino alla fine Nino Maioli” scrive Pratella in chiusura a un articolo dedicato a letterati, artisti e musicisti ravennati “che io considero veramente musicista dotato di genialità e fra i nostri migliori viventi” (Corriere Padano, marzo 1942).

### Il Tempio sotto le stelle
Per Il Tempio sotto le stelle, notturno sinfonico composto nel 1932 e dedicato al Mausoleo di Galla Placidia, esprime apprezzamento il compositore polacco Karol Szymanowski assistendo in Bologna a una prova d’orchestra nel 1933. Lo racconta in un’autografa del 1951 Guido Spagnoli, già docente di Contrappunto e Fuga, ricordando gli anni in cui Maioli, suo allievo, si faceva notare per l’originalità delle composizioni.
Il Tempio, osserva il musicologo Piero Mioli, “appartiene al genere pienamente romantico del poema sinfonico, si ispira a uno squisito descrittivismo impressionistico e simbolistico insieme, infine allude ad aristocratiche e rarefatte atmosfere antiche, classiche, forse meglio arcaiche”.
“Di notevolissimo impatto espressivo è Notturno sinfonico [Il Tempio sotto le stelle], sicuramente il lavoro più significativo e rappresentativo sul piano linguistico. Porta a compimento la lezione stravinskiana della Sagra della primavera, con grandi campiture tensive sorrette da una fortissima indagine sulle potenzialità della scrittura d’orchestra che richiamano lo studio debussiano dei ‘notturni per orchestra’, costruiti su eventi gestuali estremamente ricchi ritmicamente e polifonicamente.” (Cristina Landuzzi)
Nel 2016 con Il Tempio sotto le stelle inizia un progetto di riscoperta della produzione di Maioli grazie all’impiego delle tecnologie digitali. L’esecuzione, basata sulla partitura originale revisionata dal M° Giancarlo Di Maria e realizzata per intero con strumenti virtuali, riproduce puntualmente le indicazioni espressive del pentagramma simulando la situazione di ascolto di un’orchestra sinfonica in una sala da concerto. In occasione della pubblicazione, Piero Mioli presenta l’iniziativa in una videointervista.

## Lavori pianistici
Per il pianoforte, strumento al quale dedica particolare attenzione, Maioli scrive i Sei piccoli pezzi, trasmessi nel 1946 da Radio Milano nell’esecuzione di Nunzio Montanari. E con una Suite per pianoforte vince nel 1948 (a pari merito con Ugo Amendola) il primo premio nel Concorso nazionale di composizione per musica da camera indetto dal Circolo universitario cittadino di Bolzano. Qualche anno più tardi, il pianista Vincenzo Pertile inserisce quella stessa Suite in un programma che tocca città italiane ed europee: da Messina, Palermo e Venezia a Oporto, Lisbona, Barcellona e Madrid.
“Nel Secondo concerto per pianoforte e orchestra la carica ‘energetica’ della scrittura di Maioli e del materiale compositivo che lo compongono si esprimono in maniera piena nella scrittura dello strumento solista, che evidentemente è particolarmente congeniale all’autore. Il pianoforte è inoltre investito del compito di gestire le direttrici formali dell’opera attraverso la ricca tavolozza di figure, tematiche e soluzioni coloristiche delle quali Maioli fa un uso efficace formalmente e al contempo ricercato linguisticamente. All’interno del rapporto tra strumento e orchestra vi è una serrata dialettica di rimandi tematici, sempre guidata dal pianoforte che ne rappresenta il motore formale. Non si può evitare di sottolineare, anche in questo interessante lavoro, la ricerca sull’armonia, che possiamo a questo punto definire parametro caratterizzante del lavoro creativo di Maioli poiché appare come costante in tutta la produzione esaminata.” (Cristina Landuzzi)
Il 27 novembre 1948 sposa il soprano padovano Maria Giovanna Loperfido, con la quale dà poi vita al Duo Maioli e a un sodalizio musicale di lunga durata. Nelle numerose esibizioni che hanno luogo in Italia e non solo (lui è il collaboratore pianistico), si eseguono spesso sue composizioni, tra le quali Segni su testi di Giacomo Prampolini e Convegno d’amore su testo di Rilke.

## Lavori teatrali
La Morte di Re Lear, unico lavoro operistico dell’autore, che per il teatro scrive anche una Musica per balletto, va in gran parte perduta durante il passaggio del fronte. Restano alcuni frammenti della partitura e la riduzione pianistica.
“Nella Morte di Re Lear la raffinata ricerca timbrica sottolinea con atmosfere molto tese le pieghe emotive dei personaggi e della vicenda, atteggiamenti che richiamano le conquiste linguistiche dell’ultimo Verdi e che continuano ad accompagnare l’opera italiana del Novecento nelle strade tracciate da Dallapiccola. L’espressività delle linee vocali, orientata nella tradizione, vive poi all’interno di una scrittura orchestrale raffinata, efficace drammaturgicamente, e testimone della poetica viva e originale che Maioli conduce con impeccabile rigore formale.” (Cristina Landuzzi)

## Direzione d’orchestra
La direzione d’orchestra accompagna tutta la carriera di Maioli fin dagli esordi, con i primi concerti presso la Sala Bossi del Conservatorio di Bologna.
Nel 1937, oltre a un ciclo di esecuzioni in varie città, una lunga serie di “concerti di fabbrica” si svolge in sedi dopolavoristiche alla presenza delle maestranze e delle autorità.
Nel 1938 Maioli è maestro sostituto per Giuseppe Del Campo nella stagione lirica del Teatro Comunale di Bologna, con replica a Ravenna.
Aspirando da sempre a costituire un’orchestra stabile, nel 1963 riesce a raccogliere attorno a sé una formazione di archi e la dirige a Ravenna nel primo concerto dell’Orchestra d’archi ravennate, ottenendo il consenso di pubblico e di critica. L’esperimento prosegue nel 1967 con un secondo concerto che replica il successo del precedente.

## Direzione di istituto e didattica
Antifascista di vecchia data come testimoniato anche da Arrigo Boldrini e Benigno Zaccagnini, milita a lungo nel Partito socialista di Nenni. Alla fine della guerra è assessore nella prima Giunta comunale e, succedendo a Pratella, è nominato direttore dell’Istituto superiore di studi musicali “Giuseppe Verdi”, ruolo che in pratica già ricopre dal 1944 e che manterrà fino al 1973.
Negli anni di direzione dell’Istituto musicale dedica grande cura ai saggi finali degli allievi, sempre molto apprezzati dal pubblico e dalla stampa; fa adottare i programmi dei Conservatori musicali di Stato, ponendo così le basi per il futuro pareggiamento; tiene corsi di Composizione, Armonia, Storia della musica.

## Iniziative
Nel 2005 Ravenna Festival organizza il concerto “Ricordando Nino Maioli”, diretto dal M° Emir Saul con l’orchestra dell’Istituto “G. Verdi”. Oltre a brani di Casella, Respighi e Castelnuovo-Tedesco, vengono eseguiti Serenata e A una miniatura antica.
Nel 2007, centenario della nascita, Piero Mioli tiene a Ravenna una conferenza dal titolo “Nino Maioli musicista ravennate”, riproponendo la figura del compositore all’attenzione della città.